# 可児市立南帷子小学校
可児市立南帷子小学校（かにしりつ みなみかたびらしょうがっこう）は、岐阜県可児市東帷子にある公立小学校である。

## 通学区域
- 通学区域は愛岐ケ丘、東帷子の一部、長坂5-8丁目、若葉台1-7丁目、光陽台である。公立中学校の進学先は可児市立西可児中学校である[1]。

## 沿革
- 1980年4月 - 帷子小学校より分離、開校。児童数840名、23学級でスタート。